# Justin Burnette
Justin Burnette (* 1. Oktober 1981 in San Diego, Kalifornien) ist ein ehemaliger US-amerikanischer Kinderdarsteller.

## Leben
Justin Burnette stand als jüngerer Bruder der Kinderdarstellerin Olivia Burnette bereits im Alter von sechs Jahren vor der Kamera. In der Seifenoper Der Denver-Clan war er von 1988 und 1989 als dritter Darsteller der Rolle des Danny Carrington zu sehen. Für seine Darstellung wurde er 1989 zum ersten Mal für den Young Artist Award nominiert. Neben Gastrollen in Fernsehserien wie Harrys Nest und Wer ist hier der Boss? hatte er 1990 bis 1991 eine wiederkehrende Rolle in Flash – Der Rote Blitz. Zudem war er ab 1993 in drei Fernsehfilmen der Jack-Reed-Reihe an der Seite von Brian Dennehy als John Reed Jr. zu sehen
Zwischen 1992 und 1994 spielte er in der Sitcom Küß’ mich, John die Rolle des Ben Hartman. Mit dem Erreichen der Volljährigkeit beendete Burnette seine Darstellerkarriere und zog sich aus der Öffentlichkeit zurück. Seinen letzten Auftritt hatte er 1998 im Film Cool Girl.

## Filmografie (Auswahl)
- 1987–1989: Mann muss nicht sein (Designing Women, Fernsehserie, 2 Folgen)
- 1988: Mutter geht auf Männerjagd (Take My Daughters, Please, Fernsehfilm)
- 1988–1989: Der Denver-Clan (Dynasty, Fernsehserie, 7 Folgen)
- 1989: Harrys Nest (Empty Nest, Fernsehserie, Folge 2x05)
- 1989: Wer ist hier der Boss? (Who’s the Boss?, Fernsehserie, Folge 6x10)
- 1990–1991: Flash – Der Rote Blitz (The Flash, Fernsehserie, 3 Folgen)
- 1991: Tigerjagd in Manhattan (N.Y.P.D. Mounted, Fernsehfilm)
- 1991: Denver – Die Entscheidung (Dynasty: The Reunion, Fernsehfilm)
- 1992: Major Dad (Fernsehserie, Folge 3x15)
- 1992–1994: Küß’ mich, John (Hearts Afire, Fernsehserie, 40 Folgen)
- 1993: Jack Reed: Unter Mordverdacht (Jack Reed: Badge of Honor, Fernsehfilm)
- 1994: Jack Reed: Gnadenlose Jagd (Jack Reed: A Search for Justice, Fernsehfilm)
- 1995: Jack Reed: Vertrauter Killer (Jack Reed: One of Our Own, Fernsehfilm)
- 1996: Chicago Hope – Endstation Hoffnung (Chicago Hope, Fernsehserie, Folge 2x16)
- 1998: Cool Girl (Girl)

## Auszeichnungen
- 1989: Young-Artist-Award-Nominierung für Der Denver Clan
- 1990: Young-Artist-Award-Nominierung für Wer ist hier der Boß?
- 1991: Young-Artist-Award-Nominierung für What a Dummy
- 1993: Young-Artist-Award-Nominierung für Küss' mich, John
- 1994: Young-Artist-Award-Nominierung für Küss' mich, John